# Kolegiata Notre-Dame-d’Espérance w Montbrison
Kolegiata Notre-Dame-d’Espérance w Montbrison – wzniesiona w latach 1223–1466. Od 1840 roku posiada status monument historique, w kategorii classé MH (zabytek o znaczeniu krajowym).

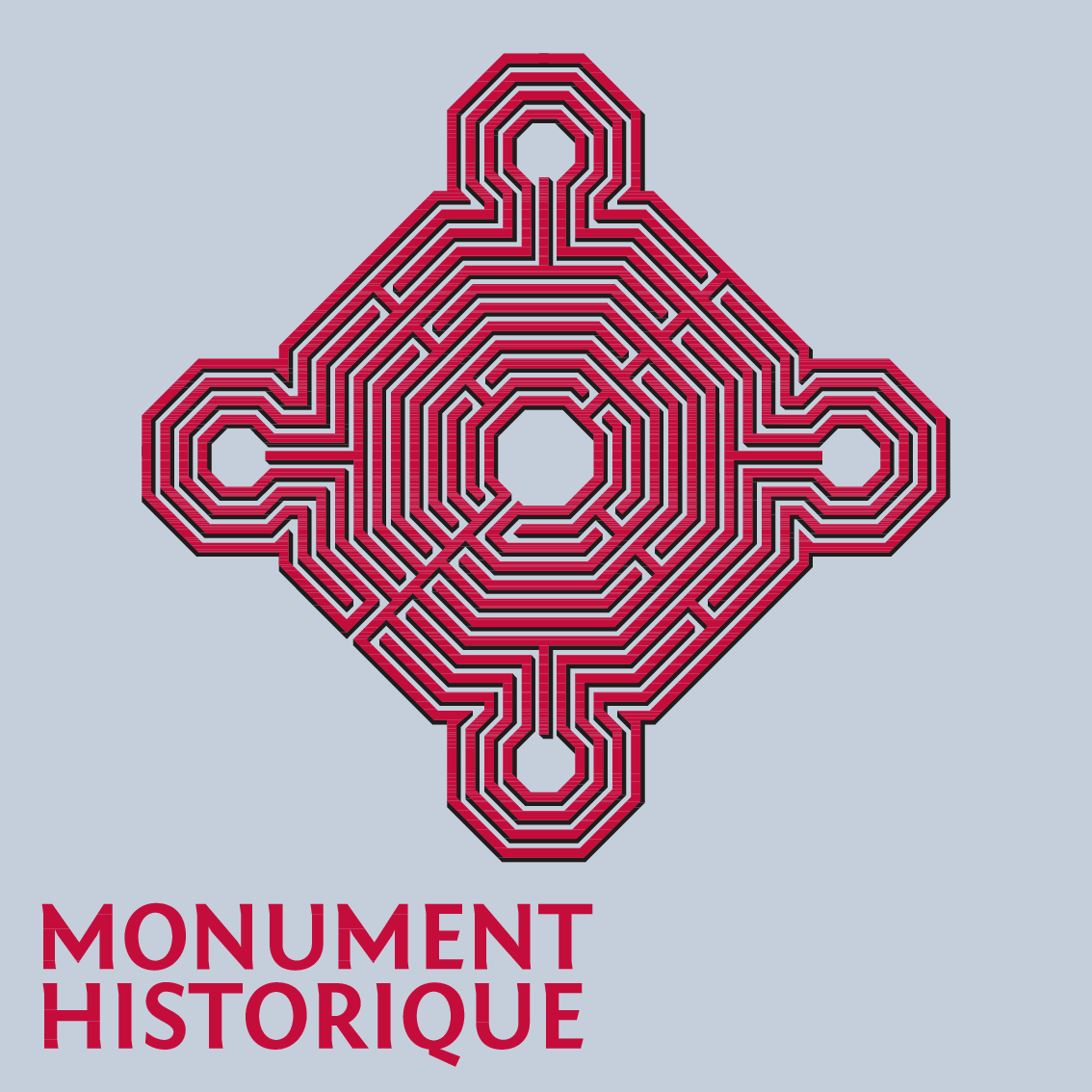
Logo monument historique – 2017

## Lokalizacja
Kolegiata zlokalizowana jest przy 5 Rue Notre Dame, w miejscowości Montbrison, w departamencie Loara, w regionie Owernia-Rodan-Alpy.

## Opis
W 1205 roku hrabia Forez Guigues IV podjął decyzję o wybudowaniu kolegiaty w Montbrizon. Założył kapitułę kanoników i zakupił ziemię na prawym brzegu rzeki Vizézy. Uzyskał również wsparcie swego wuja, Renauda de Forez, arcybiskupa Lyonu.
Po rozwiązaniu sporu o zwierzchnictwo nad kolegiatą pomiędzy przeorem Savigneux a arcybiskupem Lyonu, w 1226 roku rozpoczęły się prace budowlane. Prezbiterium, pierwsze przęsło nawy głównej oraz nawy boczne powstały w latach 1226-1236. Z powodu braku środków finansowych prace przerwano a od zachodniej strony postawiono drewniany płot. W XIV wieku wznowiono budowę, wybudowano drugie, trzecie i czwarte przęsło. Wzniesiono również drewnianą kaplicę.
W latach 1443–1466 z inicjatywy książąt Burbonów, następców hrabiów Forez, dobudowano piąte i szóste przęsło, wzniesiono lektorium. Dobudowano dzwonnicę (zgodnie z planami miały być dwie). Kaplice boczne powstały w XV i XVI wieku.
Kościół ma 77 metrów długości, szerokość 33 metry. Dzwonnica ma 43 metry wysokości. Wysokość sklepień 22 metry.

### Fasada zachodnia i portal
Fasada zachodnia sprawia wrażenie potężnej. Linie są surowe, portal otoczony jest dwiema wieżami wspartymi na dużych przyporach. Wieża południowa nie przekracza wysokości nawy. Północna ma dwie kondygnacje, znajdują się tu trzy duże dzwony: Sauveterre (1502), Bourbon (1503) i Marie-Therese (1820).
Portal (ukończony w 1459) nacechowany jest dużym bogactwem i pięknie rzeźbiony, kontrastuje to z surowością fasady. Posiada pięć ostrołukowych łuków, które nadają mu lekkość. W tympanonie umieszoczono figurę Matki Boskiej z Dzieciątkiem – Matki Boskiej Nadziei. Drzwi kościoła pochodzą z 1783 roku (wykonał je Jean Desburn). Nad tympanonem umieszczona jest rozeta bez maswerku, otoczona wypukłą listwą. Portal zwieńczony jest półkolistym frontonem, na którym wsparta jest tarcza zegara.

### Nawa główna i nawy boczne
Nawa posiada 6 przęseł, sklepienia są żebrowe z rzeźbionymi zwornikami. Opierają się na filarach o podstawie wielobocznej.
Nawę doświetlają wysokie okna umieszczone nad nawami bocznymi. Poziomy słupek oddziela wysokie okna od niskich trójlistnych okiem. Dach naw bocznych został podparty w ten sposób, by niskie okna przepuszczały światło. Nawy boczne flankują nawę główną. Posiadają kaplice (sześć w nawie południowej i dwie w nawie północnej).

### Organy
Organy powstały w 1842 roku. Budowniczym był Callinet z Rouffach. Posiadają mocne i czyste dźwięki. Zostały zaliczone do zabytków. W latach 1981–1982 przeszły remont i odzyskały pierwotne brzmienie. Organy spoczywają na monumentalnej kamiennej platformie (architekt Bossan).

### Portale boczne
Portal północny poprzedzony został kruchtą (XIV wiek). Mieści się w nim grupa rzeźb (autor Fabisch). Są tam rzeźby Notre-Dame de Bon Sœur, św Aubrina, św. Klaudiusza.
Portal południowy dobudowano w 1844 roku. Zwieńczony jest herbem kapituły kolegiackiej.

### Absyda i grób Guya IV[10]
Najstarszą częścią kolegiaty jest absyda (XIII wiek). Oświetlają ją trzy wysokie ostrołukowe okna, nad którymi znajdują się bliźniacze przęsła. Sklepienie posiada wiązkę pięciu żebrowych łuków łączących się ze zwornikiem. Na dole absydy znajduje się kamień węgielny z 1226 roku.
W absydzie umieszczony jest nagrobek Guya IV de Forez (zmarł w 1241 roku w południowych Włoszech, ciało przewieziono do Montbrison i pochowano w kolegiacie). Grobowiec wieńczy postać leżąca, ubrana w długą szatę i płaszcz. Jest przepasana pasem na którym wisi bogato zdobiony miecz. Stopy oparte na lwie.
Ołtarz główny pochodzi z XIX wieku (dzieło Bossana).

### Kaplice boczne
Kaplica Umarłych – zbudowana w 1510 roku. Obecnie umieszczony jest tu pomnik ofiar I wojny światowej
Kaplica św. Ludwik
Kaplica Najświętszej Marii Panny – zbudowana w latach 1842-1845
Kaplica św. Andrzeja – 1506 rok (pełniła funkcję kapitularza)
Kaplica Sacre-Sœur – 1491
Kaplica Robertet
Kaplica Sainte-Cecile – 1510

### Historia
Kolegiata została dwukrotnie niszczona. W 1562 roku zdewastowały ją wojska barona des Adrets oraz w czasie rewolucji francuskiej.

W 1792 roku została przeznaczona na koszary. W 1803 roku po podpisaniu konkordatu została zwrócona katolikom i stała się kościołem parafialnym

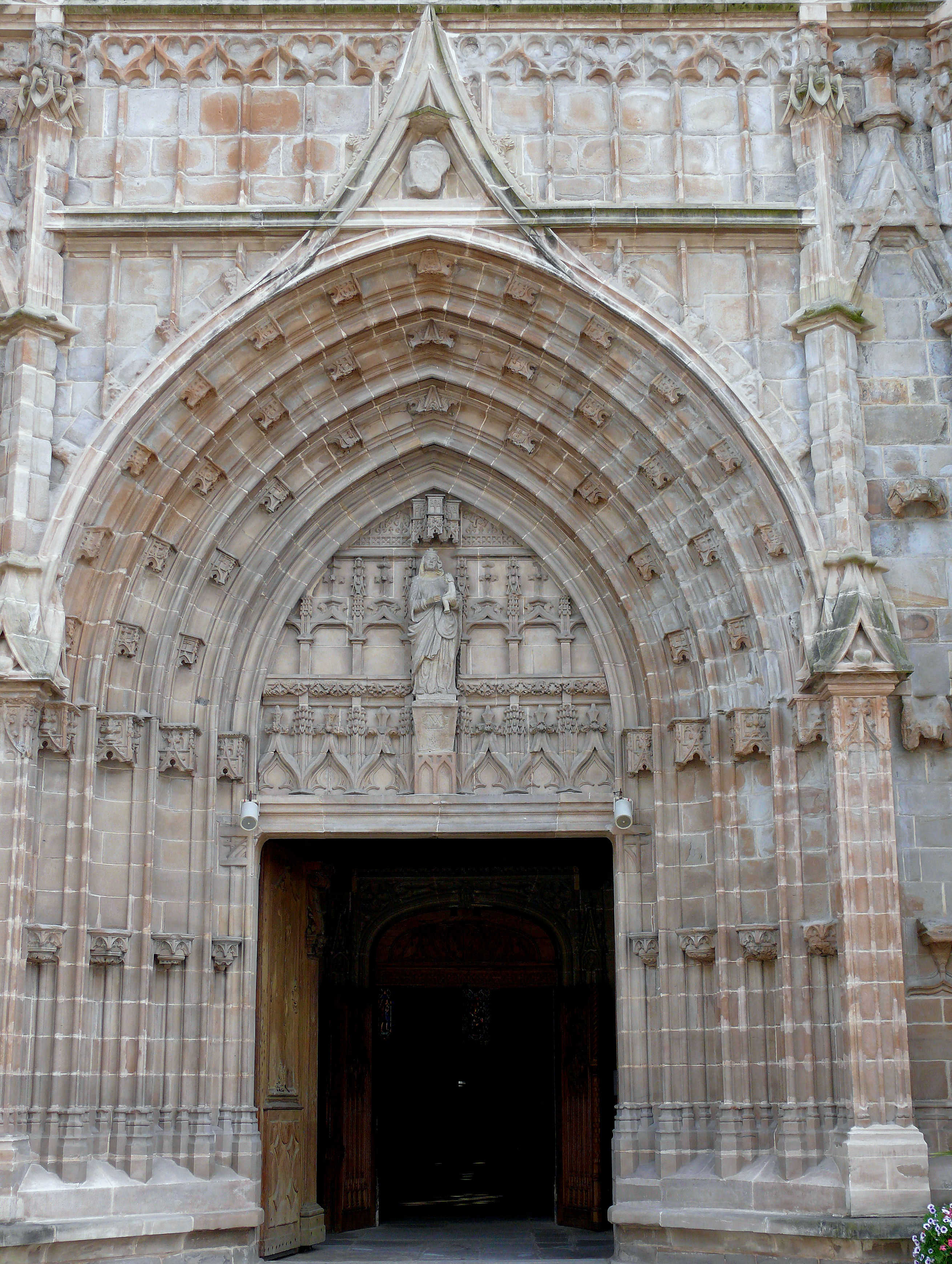
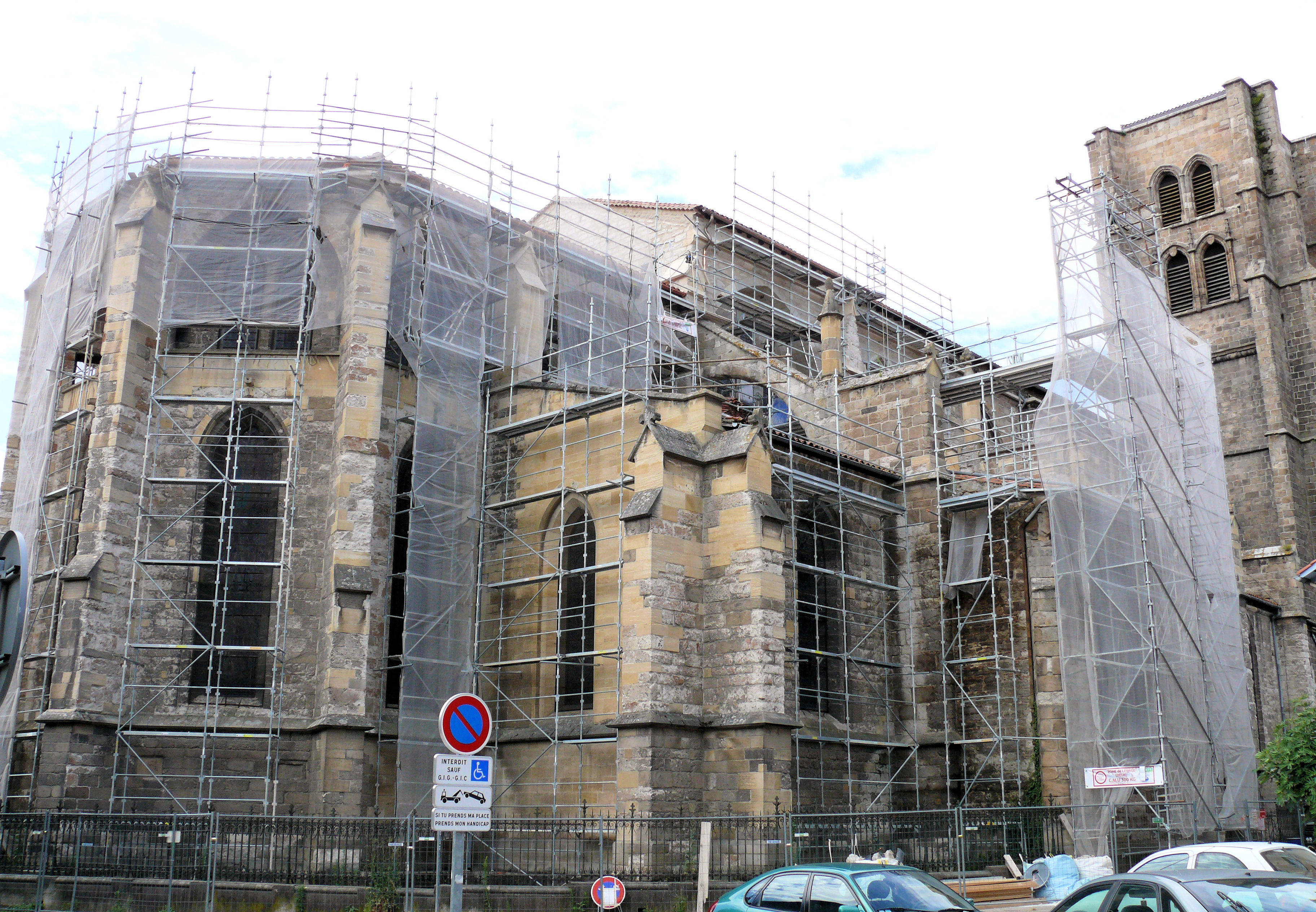
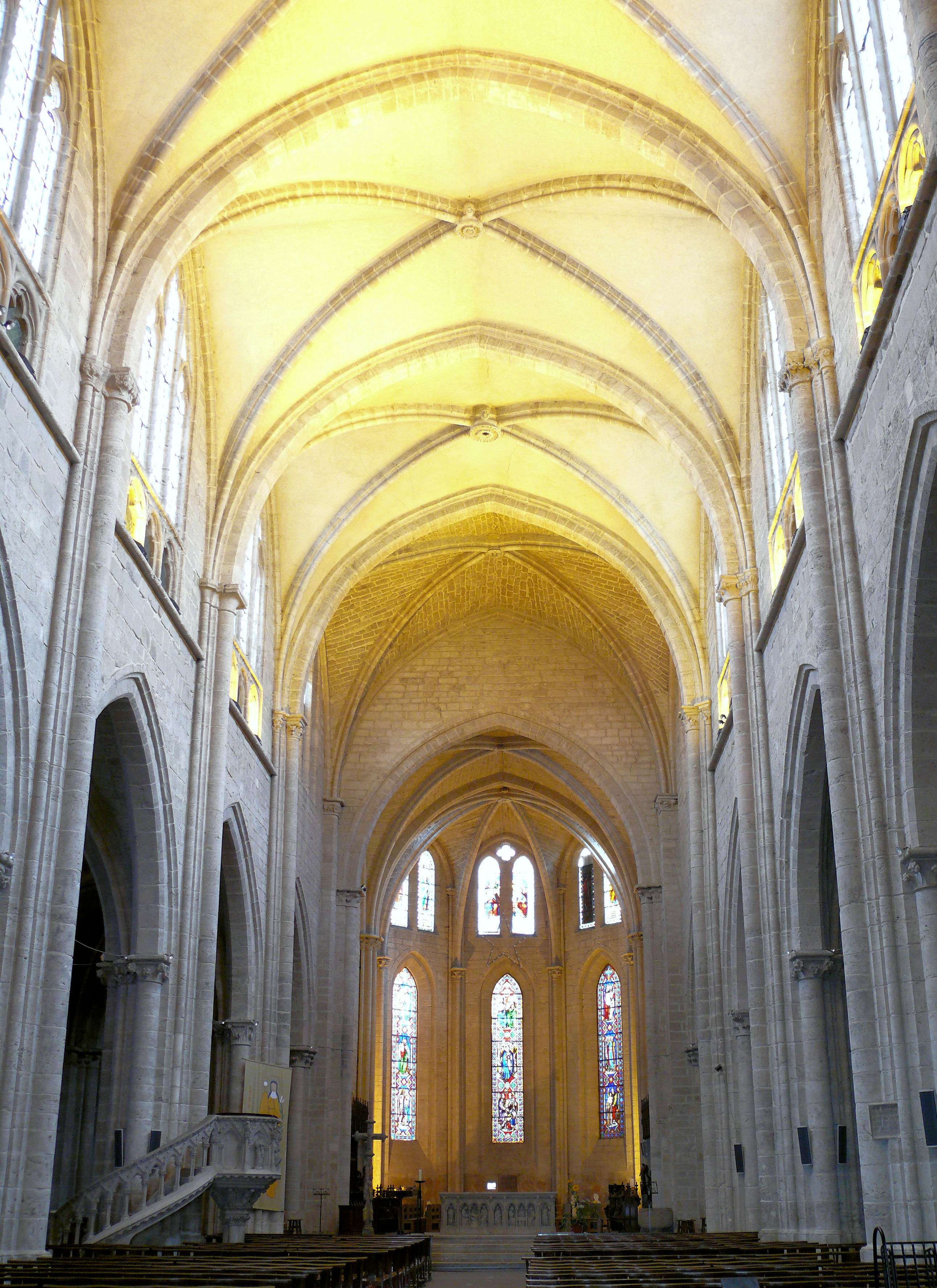
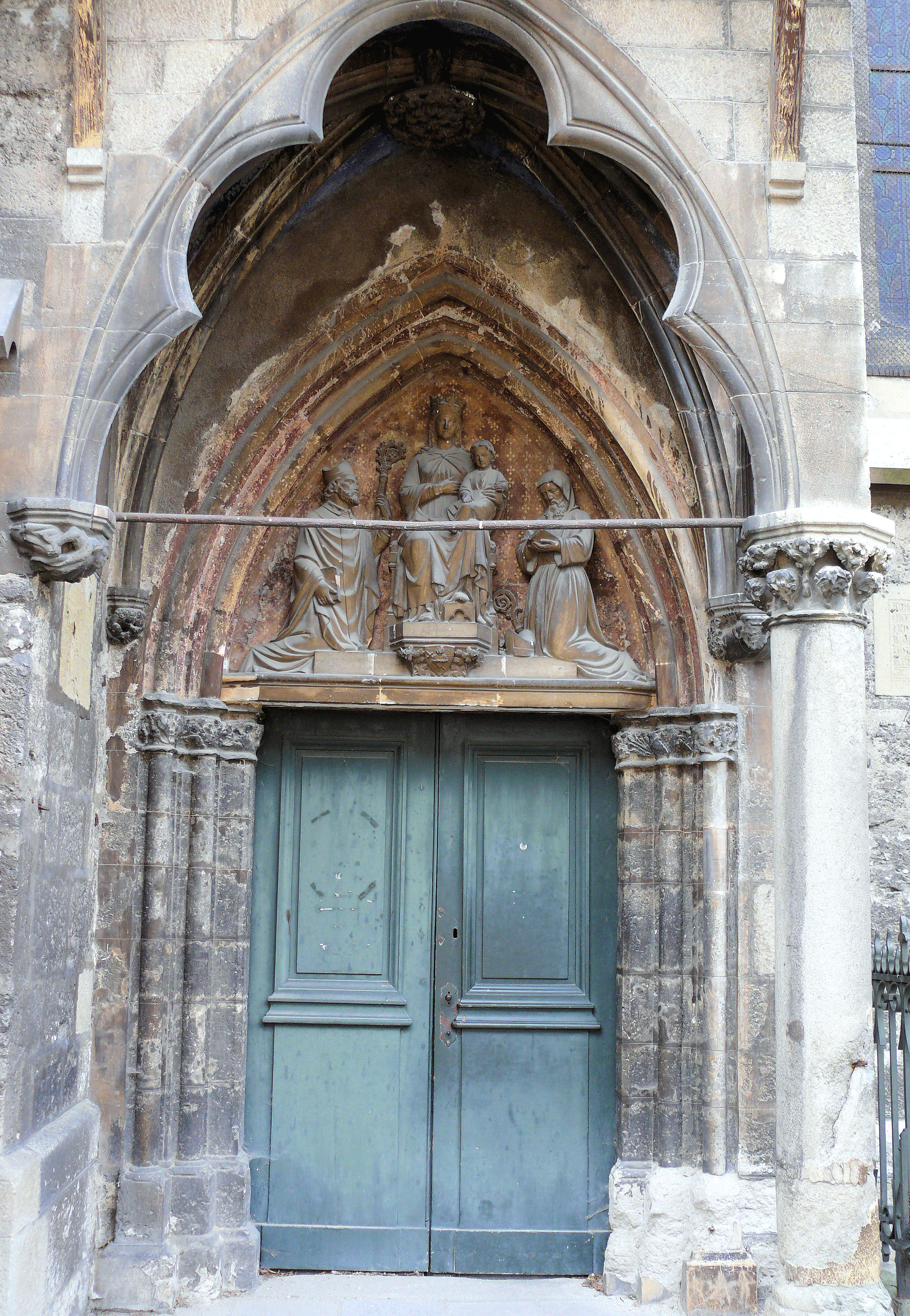
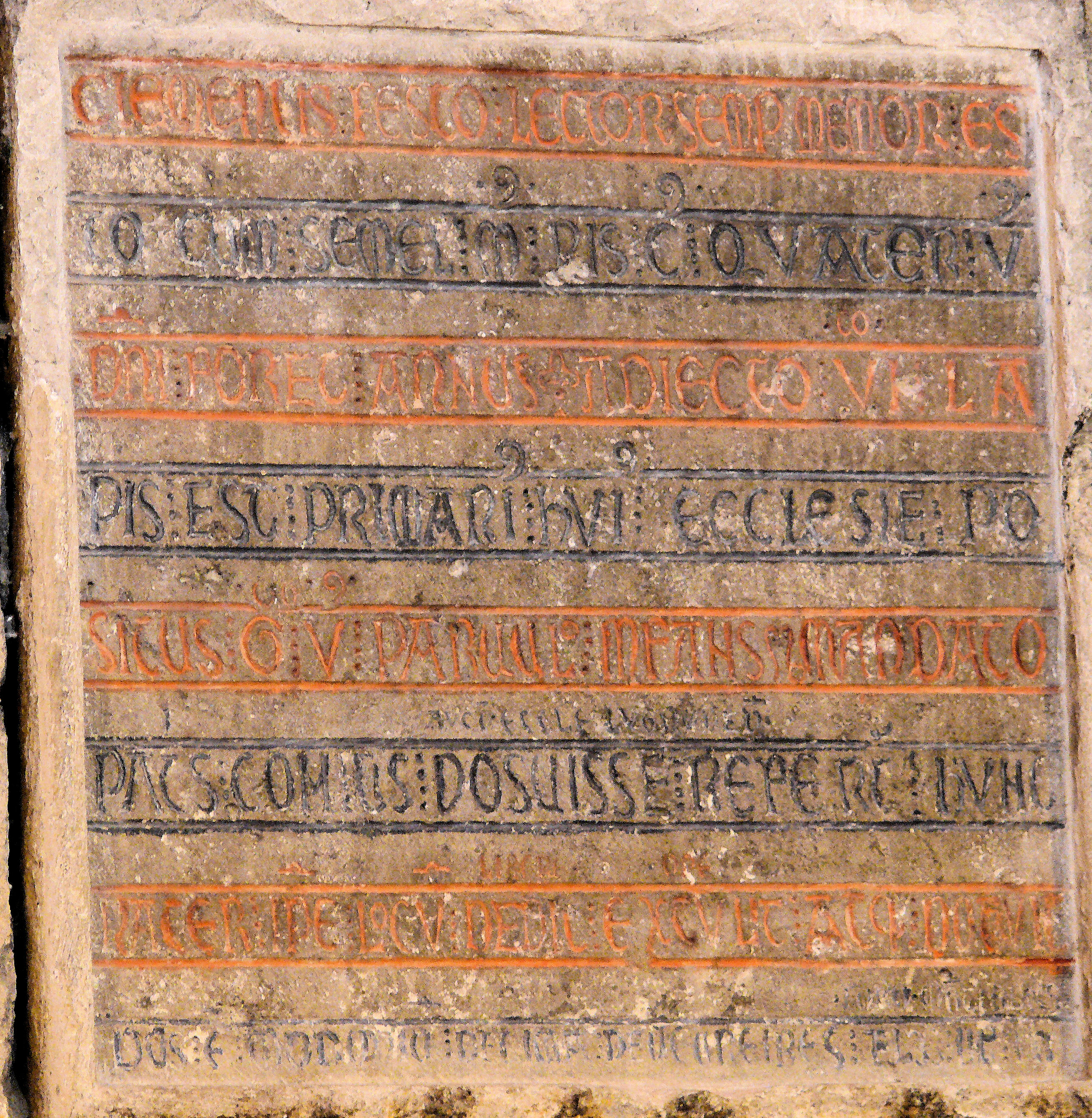
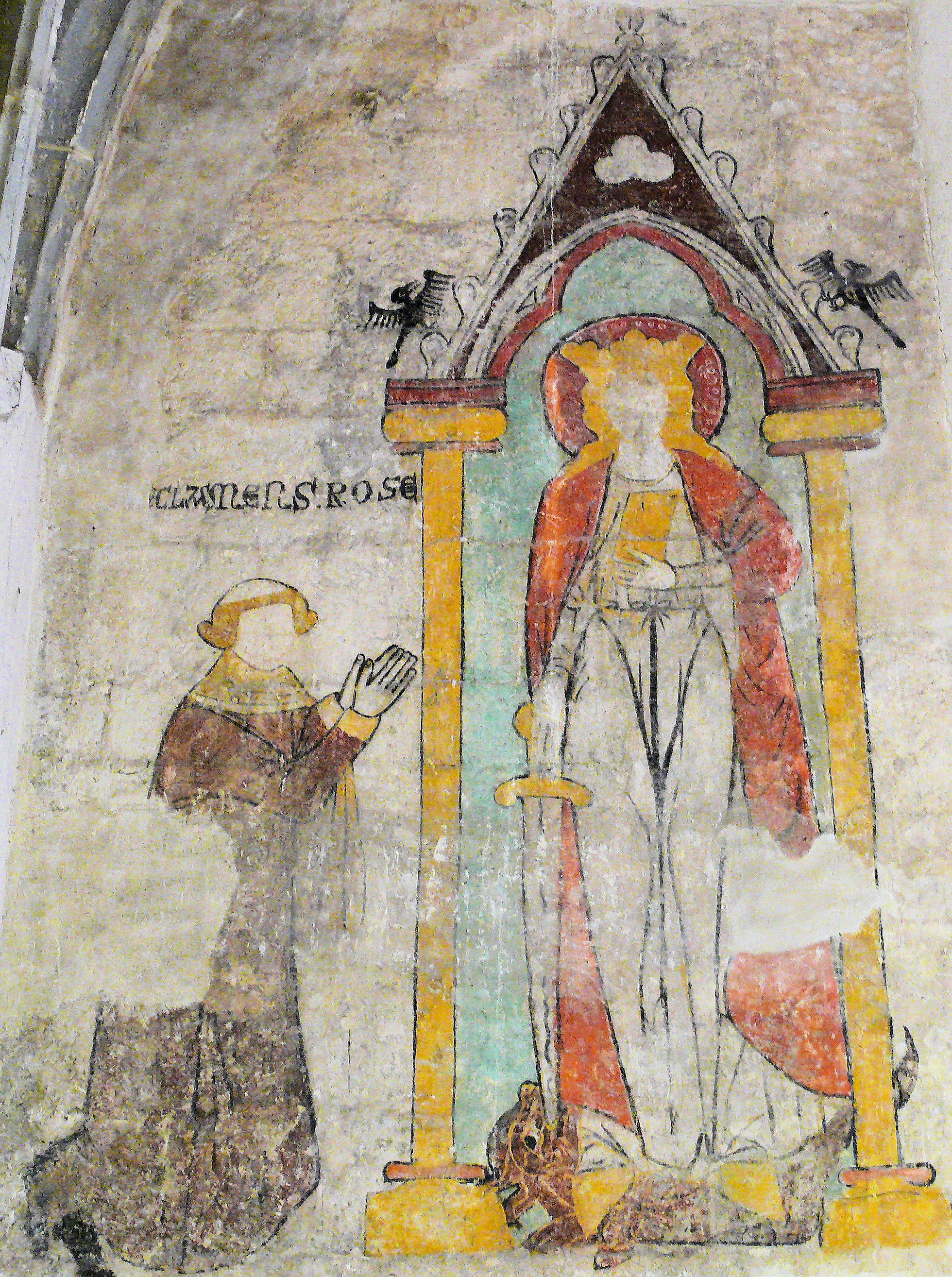
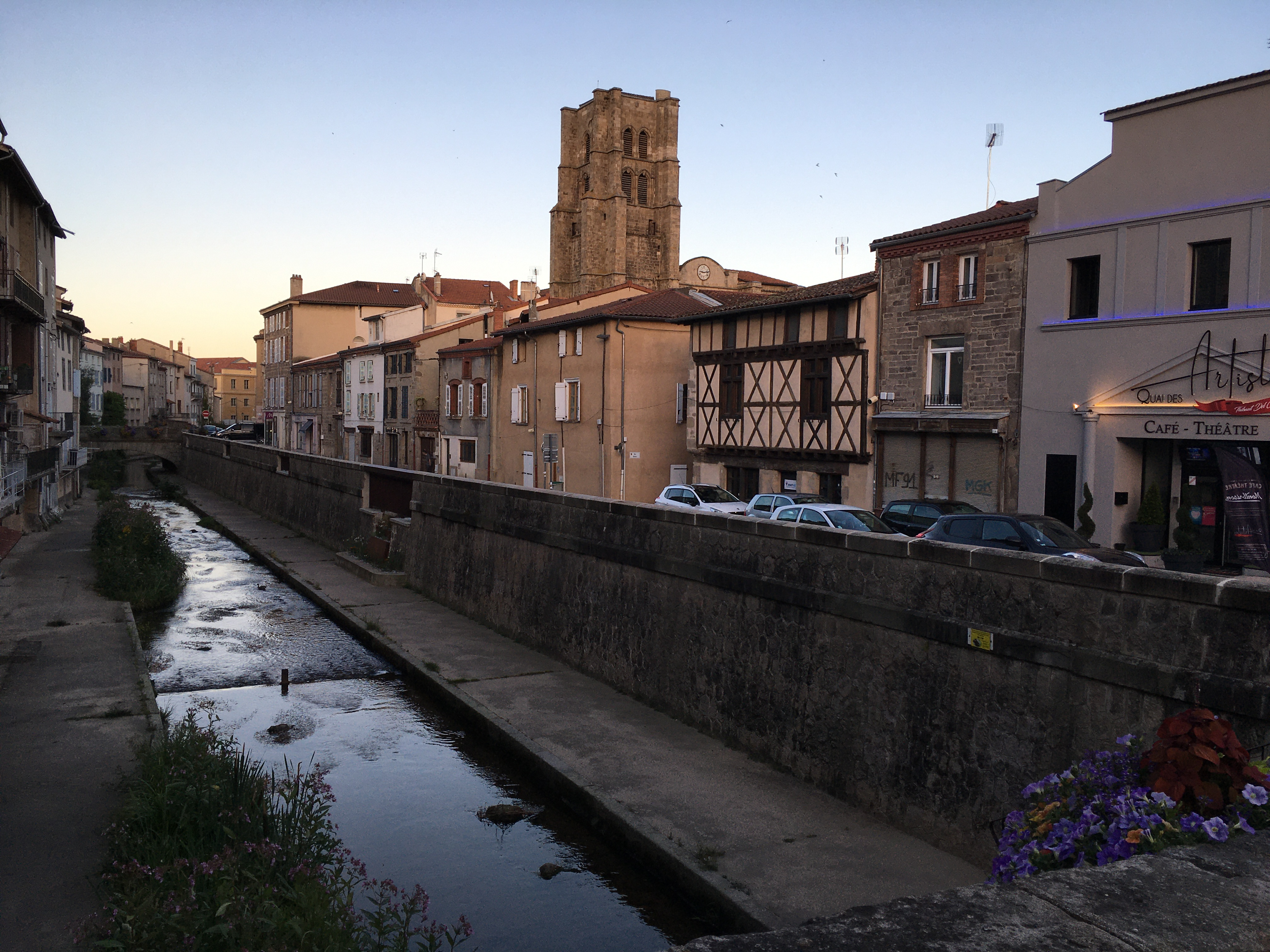
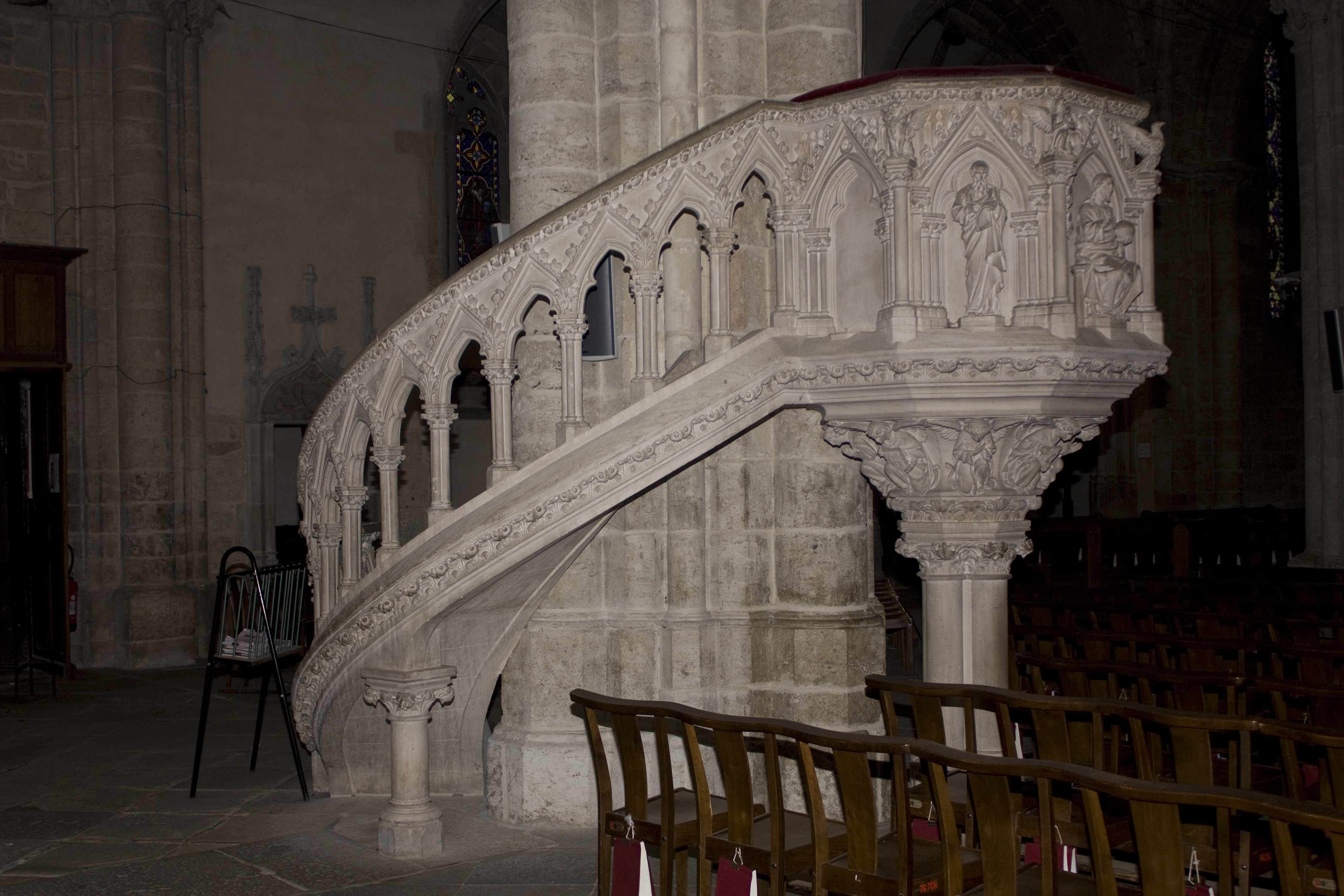